# President van het Continental Congress
De President van het Continental Congress (Engels: President of the Continental Congress) was de voorzitter van het Continental Congress. Hij werd gekozen door de leden van de vergadering. Nadat de Artikelen van de Confederatie waren aangenomen, op 1 maart 1781, veranderde de naam van de post in President van de Verenigde Staten in Verenigd Congres (Engels: President of the United States in Congress Assembled).
De positie van president van het Continental Congress is goed te vergelijken met de huidige voorzitter van het Huis van Afgevaardigden. Net als de voorzitter werd van de President terughoudendheid in debatten verwacht. Anders dan de huidige voorzitter echter, was de president niet bevoegd om leden van commissies te benoemen.
De bekendste president van het Continental Congress is waarschijnlijk John Hancock, de president ten tijde van inwerktreding van de Amerikaanse Onafhankelijkheidsverklaring. Zijn grote en bombastische handtekening op de Onafhankelijkheidsverklaring heeft ertoe geleid dat zijn naam synoniem voor handtekening is geworden.

## Veranderingen onder de Artikelen van de Confederatie
De Artikelen van de Confederatie vervingen het Continental Congress en brachten veranderingen in het ambt van president aan. Zoals hierboven vermeld werd de titel veranderd in The President of the United States, in Congress Assembled. Afgezien van John Hanson gebruikten de meeste presidenten deze titel echter alleen bij zeer formele gelegenheden, zoals bij het tekenen van verdragen.

## "President of the United States"
De formele titel President of the United States, in Congress Assembled werd vaak versimpeld tot President of the United States. Vóór de Lee Resolutie werd de positie President of Congress for the United Colonies of America (President van het Congres voor de Verenigde Koloniën van Amerika) genoemd.

## Lijst van presidenten
De volgende mannen dienden als president van het Eerste Continental Congress:
- Peyton Randolph (5 september 1774 – 21 oktober 1774)
- Henry Middleton (22 oktober 1774 – 26 oktober 1774)

De volgende mannen dienden als President van het Tweede Continental Congress:
- Peyton Randolph (10 mei 1775 – 23 mei 1775)
- John Hancock (24 mei 1775 – 31 oktober 1777)
- Henry Laurens (1 november 1777 – 9 december 1778)
- John Jay (10 december 1778 – 27 september 1779)
- Samuel Huntington (28 september 1779 – 1 maart 1781)[1]

De volgende mannen dienden als president van de Verenigde Staten in Verenigd Congres:
- Samuel Huntington (1 maart 1781[2] – 9 juli 1781)
- Thomas McKean (10 juli 1781 – 4 november 1781)[3]
- John Hanson (5 november 1781 – 3 november 1782)
- Elias Boudinot (4 november 1782 – 2 november 1783)
- Thomas Mifflin (3 november 1783 – 31 oktober 1784)
- Richard Henry Lee (30 november 1784 – 6 november 1785)
- John Hancock (23 november 1785 – 5 juni 1786) Vanwege Hancock's slechte gezondheid waren de volgende twee mannen plaatsvervangend president:[4]
  - David Ramsay (23 november 1785 – 12 mei 1786)
  - Nathaniel Gorham (15 mei 1786 – 5 juni 1786)
- Nathaniel Gorham (6 juni 1786 – 5 november 1786)
- Arthur St. Clair (2 februari 1787 – 4 november 1787)
- Cyrus Griffin (22 januari 1788 – 2 november 1788)